# Tanner Buchanan
Tanner Emmanuel Buchanan (ur. 8 grudnia 1998 w Lima, Ohio) – amerykański aktor telewizyjny i filmowy.

## Filmografia

### Telewizja
- 2010: Współczesna rodzina (Modern Family) jako Kid #2
- 2013: Chirurdzy (Grey’s Anatomy) jako Lucas
- 2013: Mroczne zagadki Los Angeles (Major Crimes) jako Michelle Brand
- 2013: Dziewczyny Duchy (Ghost Ghirls) jako Hero
- 2013–2014: Goldbergowie (The Goldbergs) jako Evan Turner
- 2014: Fisherowie (Growing Up Fisher) jako Slade
- 2014: Mixology jako Young Dom
- 2015: Dziewczyna poznaje świat (Girl Meets World) jako Charlie Gardner
- 2015–2019: Game Shakers. Jak wydać grę? (Game Shakers) jako Mason Kendall
- 2016: The Fosters jako Jack Downey
- 2016–2018: Designated Survivor jako Leo Kirkman
- 2017: Pełniejsza chata (Fuller House) jako Chad Brad Bradley
- 2018: Goldbergowie: 1990-Coś (The Goldbergs: 1990-Something) jako Mike Stamm
- 2018–2025: Cobra Kai jako Robby Keene
- 2020: Deputy jako Brendan

### Filmy fabularne
- 2011: Untitled Jeff and Jackie Filgo Project jako Jimmy
- 2012: The Real St. Nick jako Cynical Kid
- 2013: Jake Squared jako Sammy
- 2015: The Heyday of the Insensitive Bastards jako Bobby Bell
- 2017: Anything jako Jack Sachman
- 2019: Max Winslow i Dom Tajemnic (Max Winslow and the House of Secrets) jako Connor Lawson
- 2019: Złowrogie uwodzenie (Sinister Seduction) jako Dylan Warren
- 2020: Chance jako Colton
- 2021: Cały on (He's All That) jako Cameron Kweller
- 2022: Hyperiony (The Hyperions) jako Apollo